# Les Samouraïs du Soleil pourpre
Les Samouraïs du Soleil pourpre est une série littéraire composée de six romans d'aventures scientifiques écrits par le romancier français Albert Bonneau. Publiés entre 1928 et 1931 aux éditions Tallandier, la série décline le thème du péril jaune en racontant les aventures du baron Salaga, chef d'une société secrète japonaise.

## Intrigue
Le mégalomane baron Salaga, à la tête d'une société secrète japonaise appelée le « Soleil pourpre », cherche à imposer son pouvoir à l'ensemble du monde oriental et occidental. Ainsi, grâce à son ingénieur Goro, il utilise nombre d'inventions extraordinaires, tels que des dirigeables invisibles et instruments optiques améliorés, pour parvenir à ses fins de domination mondiale.

## Analyse de l'œuvre
Œuvre représentative de la littérature merveilleuse-scientifique, cette série de romans d'aventure scientifique mêle péripéties rocambolesques, inventions extraordinaires et guerres futures. En racontant les tentatives d'un chef japonais pour dominer le monde occidental, elle aborde la thématique, alors en vogue au début du XXe siècle, du péril jaune.

## Publications françaises
Le premier volume éponyme a été publié en 1928 aux éditions Tallandier dans la collection « Voyages lointains – Aventures étranges » no 31.
Les six volumes de la série furent publiés en 1931 aux éditions Tallandier avec des illustrations de Maurice Toussaint :
1. Les Samouraïs du Soleil pourpre, coll. « Voyages lointains – Aventures étranges » no 81
2. Les Mystères de Chinatown, coll. « Voyages lointains – Aventures étranges » no 84
3. Les Damnés de Sakhakine, coll. « Voyages lointains – Aventures étranges » no 86
4. Le Trésor du Shogûn, coll. « Voyages lointains – Aventures étranges » no 88
5. La Jonque aux cercueils, coll. « Voyages lointains – Aventures étranges » no 90
6. La Reine du Hara-Kiri, coll. « Voyages lointains – Aventures étranges » no 92

Enfin, ils furent réédités en deux volumes, contenant chacun trois récits, en 1931 toujours chez Tallandier :
1. Les Samouraïs du Soleil pourpre
2. Le Trésor du Shogûn